# 17842 Хорхеґарсія
17842 Хорхеґарсія (17842 Jorgegarcia) — астероїд головного поясу, відкритий 21 квітня 1998 року.
Тіссеранів параметр щодо Юпітера — 3,380.